# Zítra bude včera
Zítra bude včera (v anglickém originále Tomorrow Is Yesterday) je devatenáctý díl první řady seriálu Star Trek. Premiéra epizody proběhla 26. ledna 1967.

## Příběh
Hvězdného data 3113.2 se kosmická loď USS Enterprise (NCC-1701) vedená kapitánem Jamesem Tiberius Kirkem dostává, po nechtěné závadě, na orbitu planety Země, ale díky časovému warpu jde o období kolem roku 1969. Enterprise bez štítů je zachycena ze strany Americké armády a je k neznámému UFO vyslán stíhací letoun. Pan Spock varuje kapitána, že jejich loď má oslabené štíty a nedokáže ani uletět. Kapitán rozhoduje spustit vlečný paprsek. Ten ale nevydrží stíhačka a Kirk nařizuje pilota transportovat na palubu. Pilot letounu, kapitán Christopher je z Enterprise unešen, ale pouze do doby, než se dozvídá, že jej Kirk nemůže poslat zpět, aby neohrozil budoucnost svým věděním. Když se pokusí o útěk, je kapitánem zadržen tak, že končí na ošetřovně u doktora McCoye. Záhy přichází Spock s tím, že kapitána Christophera vrátit na Zemi musí, protože jeho syn má v budoucnu vést první výpravu na Saturn.
Pro Enterprise ale přetrvává problém, že jsou v minulosti a i s opraveným warp pohonem nemají vlastně kam letět. Navíc kapitán Christopher pořídil videozáznam ještě předtím, než jeho letoun havaroval. Je však ochoten Kirkovi pomoci jej získat a tak existenci UFO zahladit. Na základnu se vydává kapitán Kirk a poručík Sulu. Když najdou pásky, jsou zadrženi členem ostrahy základny. Ten omylem na komunikátoru stiskne nouzový signál a je tedy transportován na Enterprise. Tím se počet lidí znajících fakta rozšířil na dva. Kirk a Sulu pokračují v pátrání, ale kapitán je zadržen dalšími členy ochranky. Christopher se nabízí k výpomoci a vydává se se Spockem a Sulu na pomoc kapitánu Kirkovi. Když se chtějí transportovat, Christopher vytáhne zbraň a požaduje, aby byl ponechán na Zemi a má v úmyslu nahlásit, vše co na Enterprise viděl. Pomocí Spockova vulkánského nervového hmatu je zneškodněn a všichni se navrátí na Enterprise. Spock následně vypočítal potřebné vzorce pro časový warp a návrat do budoucnosti. Při podstoupení časového warpu, má Kirk v úmyslu vrátit postupně člena ochranky i kapitána Christophera. Ten je unešen z toho, že se dostal do vesmíru, jak dlouho chtěl. Při průletu časovým warpem se oba transportují na Zemi do jejich času prvního přenosu a proto si ani nepamatují události mezidobí. To by u pilota znamenalo, že ho přesunuli do rozpadající se stíhačky, u strážného pak do okamžiku, kdy jedná s návštěvníky.
Nakonec i samotné Enterprise se daří dostat zpět do svého času.
Epizodu poprvé vysílali 26.1. 1967, den před požárem Apolla 1. Enterprise se přesouvá do roku 1969, kdy skutečně proběhl let Apolla 11, což ale tehdy mohli tvůrci jen odhadnout.